# Caloptilia atomosella
Caloptilia atomosella là một loài bướm đêm thuộc họ Gracillariidae. Nó được tìm thấy ở Hoa Kỳ (the Atlantic States và Texas).